# Polityka migracyjna
Polityka migracyjna – całokształt zasad i działań państwa w odniesieniu do migracji zagranicznych z i do państwa (emigracji i imigracji). U jej źródeł znajdujemy podstawowy dylemat: kogo wpuszczamy na terytorium państwa, a kogo z niego wypuszczamy. Przyjmując powszechną w stosunkach międzynarodowych definicję państwa, dla którego istnienia konieczne są trzy elementy: ludność, terytorium i władza. Przez politykę migracyjną rozumiemy działania władzy, która określa, jaka ludność zamieszkuje w danym czasie dane terytorium.

## Modele polityki migracyjnej
1. Model komplementarnej polityki migracyjnej (model polityki migracyjnej zorientowanej na rynek pracy) – zgoda na imigrację danej osoby jest uzależniona od możliwości znalezienia przez nią zatrudnienia na otwartym rynku pracy państwa przyjmującego. Państwo traktuje imigrantów jako źródło siły roboczej na krajowym rynku pracy. Niedobory uzupełniane przez imigrantów muszą mieć jednak podłoże strukturalne. Model ten wyklucza masową imigrację z powodu selekcji imigrantów pod względem zdolności do asymilacji i przydatności na rynku pracy. Państwami, które można zaliczyć do realizujących komplementarną politykę migracyjną są Australia oraz Kanada.
2. Model kolonialno-humanitarnej polityki migracyjnej – imigranci z niektórych regionów świata mają specjalne prawa oraz ułatwienia w zakresie uzyskiwania prawa do wjazdu do danego państwa, wynikające najczęściej z doświadczeń historycznych, głównie z okresu kolonialnego. Państwa w ten sposób niejako rekompensują czas, w którym kontrolowały tereny swoich kolonii. Państwami typowymi dla tego modelu są Francja, Belgia, Włochy oraz w pewnym zakresie Wielka Brytania.
3. Model nowych państw imigracyjnych – liberalne podejście do imigracji, stawiające jednak za główny cel uzupełnienie niedoborów rynku pracy. Różni się jednak od modelu komplementarnej polityki migracyjnej tym, że nie stosują systemów punktowych, uznając, iż to sam rynek spowoduje dostosowanie popytu i podaży. Model ten często prowadzi do zasilania szarej strefy przez cudzoziemców. Typowym przykładem takiego państwa jest Hiszpania.
4. Model rezydualnej polityki migracyjnej (model asymilacyjnej polityki migracyjnej) – imigracja do państwa może nastąpić tylko po spełnieniu restrykcyjnych warunków dotyczących przydatności dla rynku pracy i gospodarki oraz zdolności do przystosowania się do społeczeństwa (asymilacji). Model ten prowadzi do ograniczenia imigracji z państw, które różnią się normami kulturowymi i społecznymi. Charakterystycznymi państwami dla tego modelu są Austria oraz Japonia.
5. Model wielokulturowej polityki migracyjnej – model uznający konkurencję między kręgami kulturowymi za korzystną dla rozwoju społecznego i ekonomicznego państwa. Państwo dba o zachowanie jego zdaniem optymalnych proporcji w zakresie udziału przedstawicieli danych narodów w strumieniach migracyjnych, preferując imigracje tych osób, które są niedoreprezentowane w społeczeństwie państwa przyjmującego. Charakterystycznym przykładem są Stany Zjednoczone.